# Gibson House Museum
Das Gibson House Museum (hist. Charles Gibson Jr. House) ist ein ehemaliges Wohnhaus und heutiges Museum an der Adresse 137 Beacon Street im Bostoner Stadtteil Back Bay im Bundesstaat Massachusetts der Vereinigten Staaten. Das aus dem 19. Jahrhundert stammende Gebäude ist eines der wenigen erhaltenen Exemplare viktorianischer Reihenhäuser in sehr gutem Zustand und wurde 2001 als National Historic Landmark unter der Bezeichnung Gibson House in das National Register of Historic Places eingetragen. Seit 1973 ist es Contributing Property des Back Bay Historic District.

## Architektur
Das 1860 im Stil des Second Empire fertiggestellte Gebäude wurde von Edward Clarke Cabot entworfen und befindet sich auf einem 6,7 m breiten und gut 34 m tiefen Grundstück. In direkter Nachbarschaft steht mit der Hausnummer 135 ein Zwillingsgebäude mit identischer Architektur.

### Außenbereiche
Das ca. 6,7 m mal 17,7 m messende, vier Stockwerke hohe Haus ist rund 6 m von der Straße zurückgesetzt und ist mit ihr über einen Gehweg aus Blaustein verbunden. Die straßenseitige Fassade besteht im unteren Teil aus rotbraunem Sandstein, ab dem ersten Stock jedoch aus roten Mauerziegeln und entspricht nach einer von 1996 bis 1999 durchgeführten Restauration in ihrem aktuellen Aussehen dem originalen Zustand im Jahr 1860. Das oberste Geschoss ist in das Mansarddach integriert, das in Richtung der Straße mit Schieferplatten in Schuppendeckung und auf der anderen Seite – in Richtung des Innenhofs – mit Kupferplatten gedeckt ist.
Der Eingang ist mittig angeordnet und wird über sieben Sandstein-Stufen erreicht. Direkt darüber befindet sich im ersten Stock ein achteckiger Erker, der leicht hervorsteht. Er besteht aus Holz, wurde jedoch so bemalt, dass er optisch dem umgebenden Sandstein entspricht. Das Dach des Erkers ist mit Kupfer gedeckt. Im zweiten Stock sind von der Straße aus zwei, im dritten drei Fenster zu sehen. Im vierten Stock wird das Dach durch eine einzelne, mittig angeordnete Dachgaube durchbrochen.
Obwohl das Gebäude bei oberflächlicher Betrachtung den Stil des French Empire aufweist, können bei eingehender Betrachtungen eine Vielzahl von architektonischen Stilen entdeckt werden, die Cabot integriert hat und die das Gebäude in ihrer Gesamtheit individuell machen. So sind beispielsweise die den Eingang flankierenden Säulen mit stilisierten Lotos-Kapitellen dem Egyptian Revival zuzuordnen. Da nur wenige Verzierungen vorhanden sind, wirkt das Gebäude nach außen hin vergleichsweise schlicht, insbesondere im Kontrast zu anderen Häusern aus dieser Epoche.

### Innenbereiche
Die Raumaufteilung im Inneren des Gebäudes ist seit seiner Errichtung trotz geringfügiger Anpassungen in den obersten beiden Etagen Ende der 1950er Jahre nahezu unverändert. Die weitgehend im Original erhaltene Inneneinrichtung repräsentiert daher noch heute den Stand des viktorianischen Amerikas zwischen 1860 und 1916.

#### Souterrain
Das über die Gebäuderückseite betretbare Souterrain weist eine Deckenhöhe von 2,75 m auf und enthält die Küche, Vorratsräume, eine Bediensteten-Toilette, einen Heizraum mit Ofen sowie eine vollständig eingerichtete Wäscherei mit Trockenraum. Architektonisch ist dieses Geschoss rein funktional ausgerichtet und weist keine Besonderheiten auf. In den 1980er Jahren wurden die Böden aufgenommen, neu verlegt und gefärbt, um ihrem Originalzustand möglichst nahe zu kommen.
Bei dieser Maßnahme wurde entdeckt, dass in der Küche zu Beginn der 1960er Jahre das aus Speckstein angefertigte Waschbecken von der Süd- an die Westseite umgesetzt worden war, sodass es sich nun links neben dem Ofen befindet. Rechts davon befindet sich der Heißwassertank. Hinter einer Tür in der nördlichen Wand verbirgt sich eine Vorratskammer, von wo aus ein Speisenaufzug zur darüberliegenden Anrichte des Butlers im Erdgeschoss führt. Über der Tür zum Flur hängen 11 im Original erhaltene, über Seile und Umlenkrollen betriebene Anrufglocken, die benutzt wurden, um nach dem Personal zu rufen. Jede der Glocken erzeugt einen anderen Ton und weist eine eigene Nummer auf. Eine später installierte elektronische Version befindet sich links davon.
Der Waschraum enthält einen Heizkessel sowie Vorrichtungen zur Textilwäsche und zur Erhitzung von Bügeleisen. Die vom Feuer unterhalb des Kessels erzeugte Wärme wurde über einen vergitterten Durchlass in den benachbarten Trockenraum weitergeleitet. Im Flur sind die Rohre zu sehen, die warme Luft in die oberen Etagen beförderten. Zum Heizraum, dessen ursprünglicher Ofen in den 1930er Jahren ersetzt wurde, führt eine kleine Eisentür in der Ostwand. Wahrscheinlich in den 1950er Jahren wurde im Zuge der Umwidmung als Museum der Heizbetrieb von Kohle auf Erdöl umgestellt.
In einen Lagerraum unterhalb der Treppe zum Erdgeschoss wurde in den 1950er Jahren ein gasbetriebener Wassererhitzer installiert, um die Mitarbeiter des Museums in den oberen Stockwerken mit Warmwasser zu versorgen.

#### Erdgeschoss

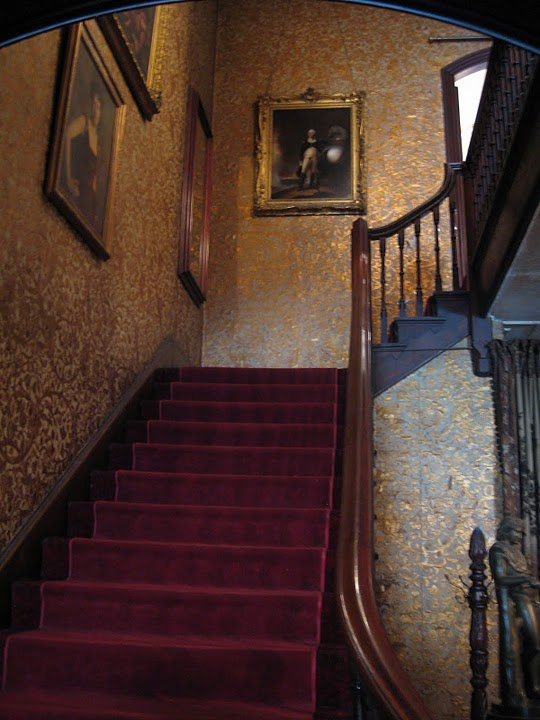
Treppenaufgang im Foyer des Hauses

Im 3,35 m hohen Erdgeschoss bestimmen die geräumige Eingangshalle und das Esszimmer das Bild. Der größte Teil der Holzelemente besteht aus Schwarznuss, die durch den langjährigen Lichteinfluss sowie durch Abnutzungseffekte nachgedunkelt sind. Die Fenster verfügen über innen angebrachte Fensterläden, die Decken sind weiß verputzt. Fast alle Türgriffe auf dieser Ebene bestehen aus Silberglas; die Eingangstür ist mit Messinggriffen ausgestattet, und einzelne Griffe wurden aus schwarzer Email angefertigt. Auf dem Fußboden sowie auf den Treppenstufen zum ersten Stock ist ein roter Wilton-Teppich aus dem Zeitalter Eduards VII. verlegt, der kleinteilige Damaszierungen aufweist. Der ursprünglich cremefarbene Grundton der Tapeten ist an einigen Stellen durch Lichteinwirkungen in Grau umgeschlagen.
Das Esszimmer befindet sich weitgehend im Originalzustand der 1860er Jahre und beinhaltet die ältesten Möbelstücke des Hauses. Die Tapeten und der Bodenbelag wurden allerdings in den 1890er Jahren bei Renovierungen erneuert. Von der Eingangshalle aus führt eine Doppeltür aus Schwarznuss in den Raum, und auch die geschnitzte Kaminumfassung an der Westseite des Zimmers besteht aus diesem Holz. In der Mitte hängt ein Messing-Kronleuchter von der Decke. An der Nordostseite führt eine Tür zu einem Porzellan-Kabinett, an der Nordwestseite zur Anrichte des Butlers.
Unterhalb der Treppe befindet sich die Toilette, deren Boden mit Eichenholz gedeckt ist und die über eine hohe Täfelung aus Schwarznuss verfügt. Die Wände oberhalb der Täfelung sind verputzt und erbsengrün gestrichen. Der Toilettensitz, Toilettendeckel und Spülkasten bestehen aus Mahagoni, das Waschbecken ist mit Marmor verkleidet.

#### Erstes Obergeschoss
Das erste Obergeschoss ist symmetrisch aufgeteilt und beherbergt das Musikzimmer und die Bibliothek, die durch einen Gang voneinander getrennt sind, in dem derselbe Teppichboden wie im Erdgeschoss verlegt ist. Die cremefarbenen Decken verfügen über ein schweres, aber schmuckloses Gesims und ragen rund 3,8 m auf, was das Geschoss zum höchsten des Hauses macht. Auch auf dieser Etage verfügen alle Türen über Griffe aus Silberglas. Oberhalb der Treppe ist ein rundes Fenster in der Decke angebracht, von dessen Mitte ein Kronleuchter herabhängt.
Die im vorderen Teil des Hauses gelegene Bibliothek verfügt über einen Erker in der Nordwand und einen Feuerrost für Kohle auf der Westseite. Die Tapete ist identisch zu derjenigen im Esszimmer. Auch das Musikzimmer besitzt einen Erker, der in die Südwand des Gebäudes integriert ist. Der Raum verfügt über ein umlaufendes, weiß gestrichenes Linkrusta-Lambris. Der Boden ist mit hellem Holz gedeckt, die Wände sind mit einer Tapete mit vertikalen Streifen in Gelb und Rosé versehen. In der Raummitte hängt ein Kronleuchter aus Messing und Kristall von der Decke. Das Musikzimmer wurde in den 1890er Jahren von Rosamond Warren Gibson grundlegend umgestaltet und entspricht daher nicht mehr dem Zustand unmittelbar nach dem Bau des Hauses.

#### Zweites Obergeschoss
Im zweiten, 3,35 m hohen Obergeschoss befinden sich die Schlafzimmer der Familie. Auf dieser Ebene wurde Eichenholz anstelle der Schwarznuss verwendet, wobei die Raumaufteilung identisch zur ersten Etage ist. Der Raum zur Straßenseite diente erst als Schlafzimmer und wurde 1916 von Charles Hammond Gibson, Jr. zu einem Arbeitszimmer umgebaut, nachdem sein Vater gestorben war. Zu den vorgenommenen Änderungen zählt unter anderem die dunkelrote Tapete. Der Raum verfügt über ein cremefarbenes Linoleum-Lambris und einen mit Eichenholz eingefassten Kamin an der Westseite.
Der rückwärtige Raum enthält ein Schlafzimmer, das ebenfalls über einen Kamin an der Westseite verfügt, der mit Mahagoniholz im Stil des Colonial Revival eingefasst ist. Es wurde in den 1890er Jahren renoviert und in diesem Zuge mit der aktuellen Tapete und einem grünen Teppichboden ausgestattet. Das Bett aus Bambusholz-Nachbildung war ein Hochzeitsgeschenk ihrer Eltern an Rosamond und Charles Gibson, Sr. im Jahr 1871. In den 1960er Jahren wurde das Schlafzimmer noch einmal renoviert. Von beiden Zimmern sowie vom Flur aus kann das Badezimmer erreicht werden, dessen Eichenholzboden im Original erhalten ist. Der Spülkasten der Toilette ist mit lackiertem Kastanienholz verkleidet. Die Toilette, das Waschbecken und die Badewanne stammen aus den 1890er Jahren.

#### Drittes Obergeschoss
Das dritte Obergeschoss ist 3,2 m hoch und besitzt eine ähnliche Aufteilung wie die beiden Stockwerke darunter. Der Raum zur Straßenseite belegt die gesamte Breite des Hauses und diente früher mutmaßlich als Kinderzimmer. An der Westseite befindet sich ein mit Schwarznussholz eingefasster Kamin mit einem Boden aus schwarzem Marmor. Das Badezimmer entspricht nicht dem Originalzustand und enthält eine moderne Badewanne und Dusche. Das hintere Drittel der Ebene wird von zwei getrennten Schlafräumen beansprucht, von denen der östliche geringfügig größer ist. Durch die Öffnung von zwei aus Eichenholz bestehenden Schiebetüren können beide Räume vereint werden. Im westlichen Schlafzimmer befindet sich ein einfacher Kamin aus weißem Marmor, der mit grünen Kacheln verziert ist.

#### Viertes Obergeschoss
Das oberste Stockwerk beinhaltet vier Schlafzimmer unterschiedlicher Größe, eine Küche sowie ein Badezimmer und ist mit 2,5 m Deckenhöhe das niedrigste des Hauses. Anders als in den anderen Etagen sind die Räume hier nicht miteinander verbunden und ausschließlich über den Flur zugänglich. Das Holzwerk besteht aus Eichenholz. Im Badezimmer kann über eine Leiter das Dach erreicht werden.

## Inneneinrichtung
Die Einrichtungsgegenstände des Hauses stammen größtenteils aus dem Originalbesitz der Familie Gibson und wurden von ihnen entweder geerbt oder neu erworben. Einige Möbel wurden bereits zum Erstbezug so entworfen, dass sie zum restlichen Holzwerk passten, andere wurden speziell für das Haus erworben. Hinzu kommen diverse Antiquitäten der Familien Gibson, Hammond, Crowninshield und Warren.

### Erbstücke
Die heute sichtbare Einrichtung stammt aus den unterschiedlichsten Epochen. Charles Hammond Gibson, Jr. bemühte sich gemeinsam mit anderen, Erbstücke in das Haus zurückzubringen und dem Museum zu stiften; ergänzend kaufte er weitere viktorianische Gegenstände. Demzufolge sind einige Einrichtungsgegenstände älter als das Haus selbst, darunter die speziell für Abraham Gibson angefertigte Willard-Uhr in der Eingangshalle, die Regency-Stühle im Esszimmer sowie drei Stühle im Federal Style im Musikzimmer. Der einst vorhandene Konzertflügel von Steinway & Sons aus dem Jahr 1872 wurde in der Frühphase der Museumsgründung zunächst gegen ein Tafelklavier aus dem Jahr 1860 getauscht, später jedoch erneut durch das aktuell zu sehende Klavier von Chickering & Sons aus dem Jahr 1880 ersetzt, das im Aussehen dem ursprünglichen Steinway-Flügel nahekommt. Die japanische Kommode in der Bibliothek war ein Geschenk von Gibsons Onkel John Collins Warren.

### Einbaumöbel
Es konnte nicht mit Sicherheit geklärt werden, ob einzelne Einbaumöbel nach den Spezifikationen des Architekten Edward Clarke Cabot bestellt oder extra entworfen wurden. Beispielsweise wurde der aus Schwarznuss angefertigte Serviertisch im Esszimmer speziell ausgewählt, da sein Design die Torbögen und Kaminumfassungen in den unteren Stockwerken widerspiegelt. Dies trifft ebenfalls auf zwei Bücherregale in der Bibliothek zu, die neben dem Kamin stehen.

### Möbelgruppen
Eine aus dem Jahr 1860 stammende Möbelgruppe im Stil des Tudor Revival, die früher im Musikzimmer stand, ist heute über das gesamte Haus verteilt. Sie besteht aus zwei Schränken, einer rot-goldenen Couch mit zwei Sesseln, einem großen Spiegel sowie mehreren Truhen. Am besten dokumentiert ist jedoch die aus 15 Teilen bestehende Schlafzimmereinrichtung im zweiten Stock, die ein Hochzeitsgeschenk an Rosamond Warren Gibson von ihrer Mutter im Jahr 1871 war.

### Kunstwerke
Im gesamten Haus sind Gemälde und Kunstdrucke verteilt und hängen dort, wo sie die Familie platziert hat. Die Ölgemälde zeigen Familienporträts, Landschaftsmalereien des 17. und 18. Jahrhunderts sowie Kopien älterer Meisterwerke. So hängen beispielsweise ein Alvin Fisher zugesprochenes Porträt von Abraham Gardiner Gibson (ca. 1814) am Fuß der Treppe im Eingangsbereich und ein von Chester Harding angefertigtes Porträt von Samuel Hammond (ca. 1830) im Esszimmer.
Im viktorianischen Zeitalter waren Kopien berühmter Gemälde sehr beliebt, die vorwiegend während Reisen durch Europa erworben wurden. Im Musikzimmer sind das Bild „Cleopatra Dissolving the Pearl“ von Guido Reni und das von Tizian gemalte „Flora“ zu sehen, die beide im 19. Jahrhundert angefertigt wurden. Über dem Klavier hängt eine Kopie von „Die fünf ältesten Kinder Karl I.“ von Anthonis van Dyck. In der Bibliothek steht ein Selbstporträt von Élisabeth Vigée-Lebrun auf einem Tisch, und am oberen Ende des Treppenaufgangs im Eingangsbereich ist das „Porträt des George Washington at Dorchester Heights“ von Gilbert Stuart zu sehen.
Im Eingangsbereich hängen mit „Römische Landschaft“ und „Canale Grande - Venedig“ zwei Landschaftsbilder von Samuel T. Coleman, während im Esszimmer eine unsignierte Jagdszene sowie zwei auf 1720 datierte, italienische Landschaften hängen. Im Musikzimmer sind zwei Seestücke eines Schülers von Claude Joseph Vernet, ein Landschaftsbild eines Schülers von Nicolas Poussin sowie das Bild „The Choral Singers“ von William Morris Hunt zu sehen.
Zudem befinden sich in der Bibliothek zwei Gravuren von Edwin Landseer sowie einige von A. C. Finnety angefertigte Bleistiftzeichnungen, die Mitglieder der Familie zeigen. Im Arbeitszimmer hängt ein mittels Schabkunst hergestelltes Porträt von Joseph Warren aus den 1770er Jahren, und im Schlafzimmer im zweiten Stock sind eine Lithografie einer mythologischen Szene von William-Adolphe Bouguereau aus dem späten 19. Jahrhundert sowie die Bleistiftzeichnung einer Bäuerin von Jean-François Millet aus dem Jahr 1857 zu sehen.
Das Museum verfügt darüber hinaus über eine große Sammlung von Daguerreotypien, die aus dem Besitz der Familie von Jonathan Mason Warren stammen, sowie über eine Vielzahl von Fotografien. Charles Hammond Gibson, Jr. sammelte zudem Korrespondenzen mit prominenten Persönlichkeiten; beispielsweise befindet sich in der Bibliothek eine eingerahmte, 1906 ausgestellte Einladung in das Weiße Haus zur Hochzeit von Alice Roosevelt Longworth. Auch diverse Kunstgegenstände wie Porzellan aus dem 19. Jahrhundert und einige Uhren, wie die von Benjamin Williams Crowninshield an seine Enkelin Rosamond Warren Gibson vererbte französische Uhr im Esszimmer, gehören zur umfangreichen Sammlung.

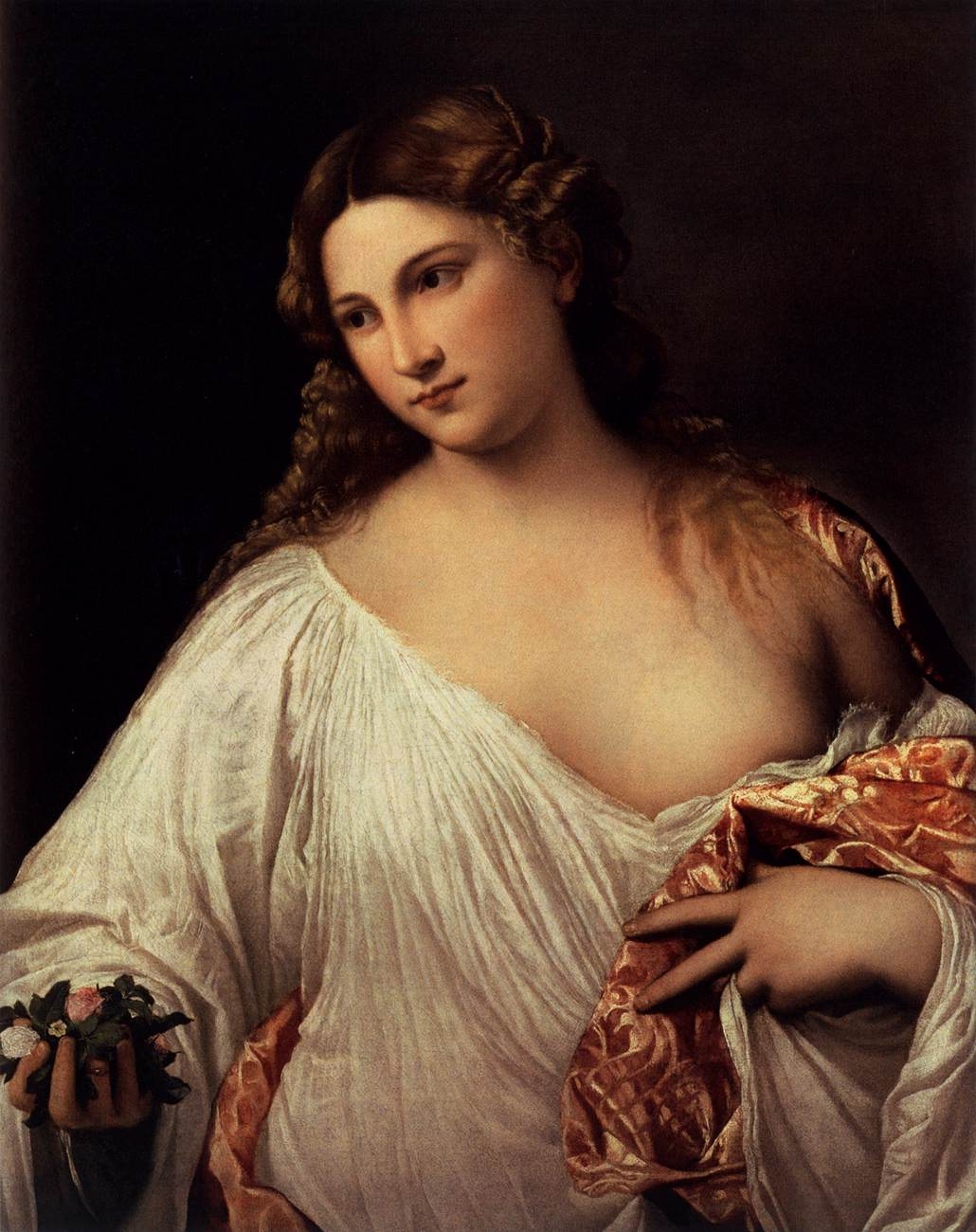
„Flora“, 1515–1520
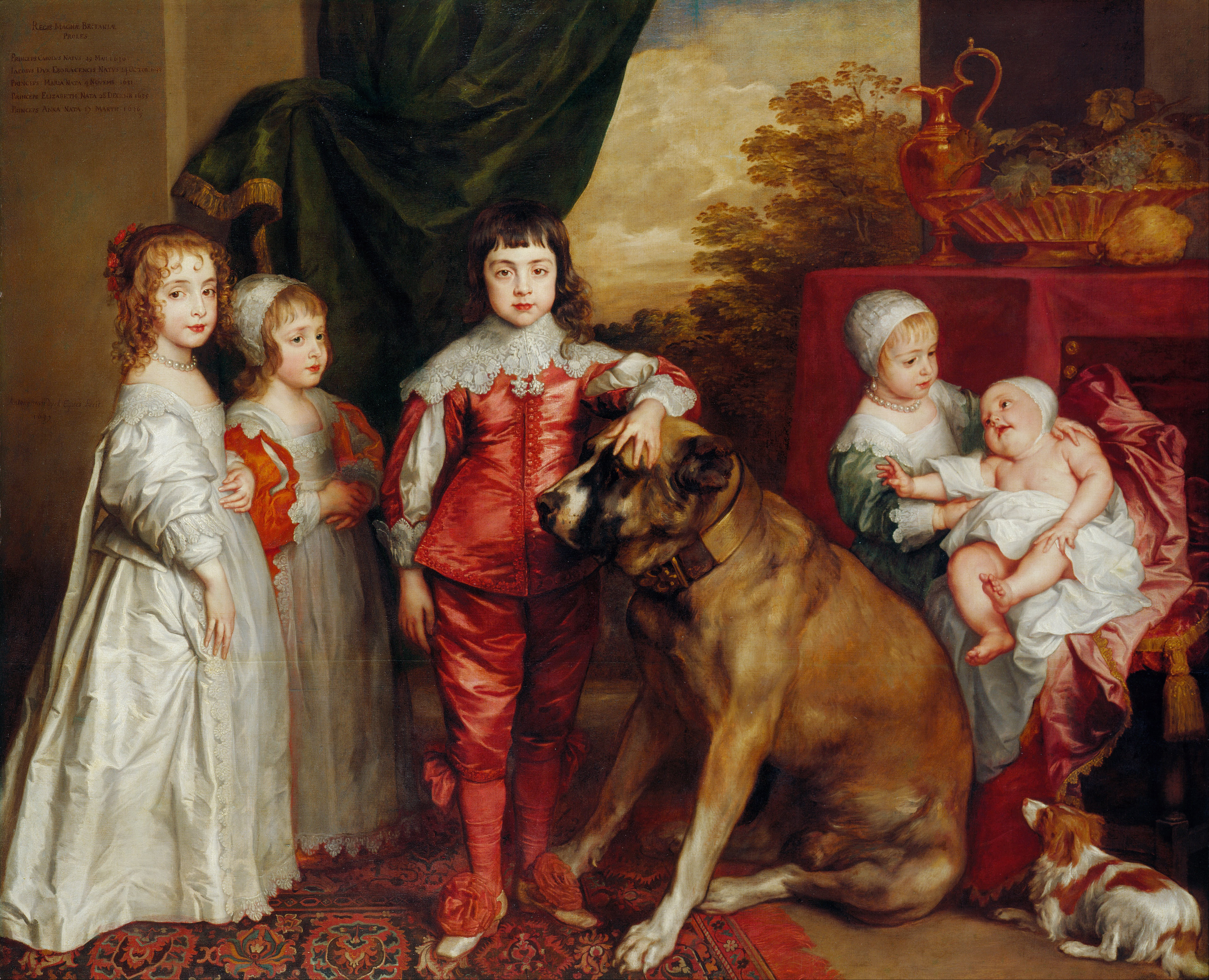
„Die fünf ältesten Kinder Karl I.“, 1637
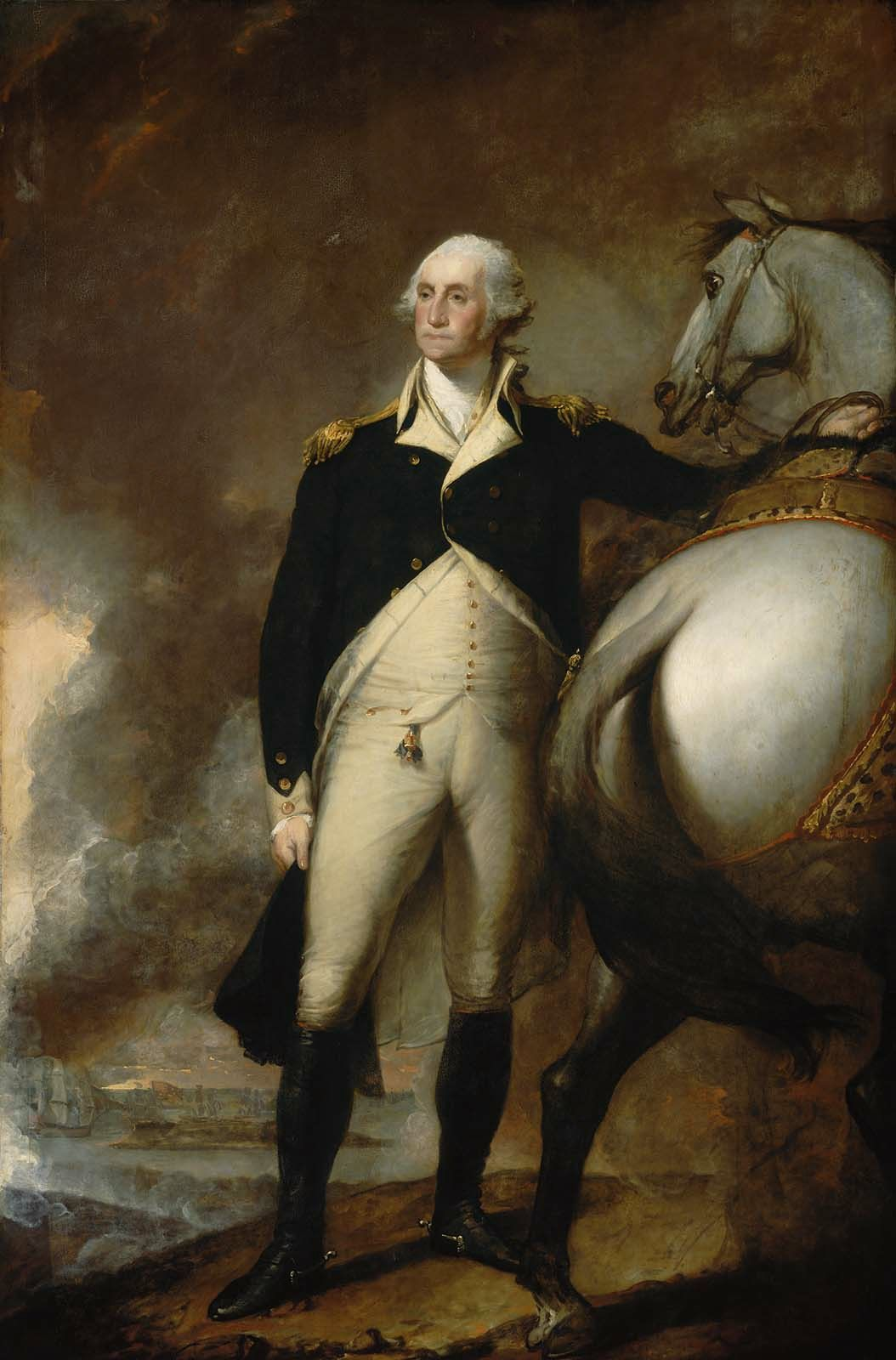
„Porträt des George Washington bei Dorchester Heights“, 1806

## Historische Bedeutung
Das Gibson House ist ein seltenes, sich noch in sehr gutem Zustand befindliches viktorianisches Reihenhaus und ermöglicht einen Blick in das städtische Leben der oberen Mittelschicht während des Sezessionskriegs und des Ersten Weltkriegs. Nicht nur die größtenteils im Original erhaltene Inneneinrichtung, sondern auch die Architektur repräsentieren Lebensweisen und technologische Fortschritte ihrer Zeit.
Im Haus lebten zwischen 1860 und 1954 drei Generationen der Familie Gibson. Bereits in den 1930er Jahren beschloss Charles Hammond Gibson, Jr. als Enkel der ersten Eigentümerin, das  Haus der Familie als viktorianisches Relikt und Heimat seines literarischen Wirkens zu erhalten. 1957 – drei Jahre nach seinem Tod – wurde es als Hausmuseum eröffnet und ist bis zum zweiten Obergeschoss für die Öffentlichkeit zugänglich.

## Die Familie Gibson
Catherine Hammond Gibson (1804–1888) lebte als erste Eigentümerin von 1860 bis zu ihrem Tod 1888 in dem Haus. 1833 hatte sie den Zuckerhändler John Gardiner Gibson geheiratet, der jedoch fünf Jahre später auf dem Seeweg von Kuba nach Europa ums Leben kam. Mit John Gardiner Gibson, Jr. und Charles Hammond Gibson hatten sie zwei Söhne. 1856 starb John Gardiner Gibson, Jr. im Alter von 21 Jahren bei einem Schiffsunglück im Hafen von New York. Nach dem Tod ihrer Mutter zog Catherine Gibson 1860 in den damals noch im Aufbau befindlichen, neuen Stadtteil Back Bay.
Das Grundstück für ihr neues Haus hatte sie bereits am 1. September 1859 für 3.969 US-Dollar (heute ca. 133.000 Dollar) vom Grundstücksspekulanten John L. Gardner – dem Ehemann von Isabella Stewart Gardner – erworben. Charles Hammond Gibson, Sr. (1836–1916) besuchte die Phillips Exeter Academy und lebte von 1860 bis zu seinem Tod in dem Haus. 1871 heiratete er Rosamond Warren, Tochter des Bostoner Chirurgen Jonathan Mason Warren und Annie Crowninshield Warren, deren Vater United States Secretary of the Navy unter den US-Präsidenten James Madison und James Monroe gewesen war; ihr Großonkel war der in der Schlacht von Bunker Hill gefallene General Joseph Warren. Charles wurde nach seinem Tod 1916 in der Familiengruft auf dem Mount Auburn Cemetery in Cambridge beerdigt.
Charles und Rosamond bekamen mit Mary Ethel (1873–1938), Charles Hammond Jr. (1874–1954) und Rosamond (1878–1953) drei Kinder, die als dritte Generation ebenfalls in dem Haus lebten. Mary Ethel heiratete 1911 und zog aus, ebenso wie Rosamond im Jahr 1916. Nur der lebenslange Junggeselle Charles Hammond Gibson, Jr. blieb dort bis zu seinem Tod wohnen und begann nach dem Tod seiner Mutter im Jahr 1934, das Haus in ein Museum umzuwandeln und gründete dazu die Gibson Society. Er besaß Abschlüsse der St. Paul’s School in New Hampshire sowie von der MIT School of Architecture and Planning und reiste durch Europa, wo er 1894 in London unter anderem Alfred Harmsworth bei den Vorbereitungen für eine Polarexpedition unterstützte. Daneben recherchierte er im Britischen Museum und in Frankreich für geplante Veröffentlichungen. Er war bis zu seinem Tod als Schriftsteller tätig und veröffentlichte unter anderem Gedichtbände.
Gibson war ehrenamtliches Mitglied der Boston Parks and Recreation Commission und spielte in den 1910er Jahren eine kontrovers diskutierte Rolle bei Verschönerungen des Boston Common. Er scheiterte bei seinem Versuch, die Errichtung einer Kopie des in Versailles stehenden Petit Trianon durchzusetzen; die damals gefundene Kompromisslösung besteht in einem heute noch stehenden, achteckigen Granitobjekt im Stil der Beaux-Arts-Architektur. Charles Hammond Gibson, Jr. starb am 17. November 1954.